# Chlorosoma viridissima
Chlorosoma viridissima es una especie de serpiente de la familia Colubridae. Se distribuye por Ecuador, Perú, Colombia, Venezuela, Surinam, Guyana, Guayana Francesa, Brasil y Bolivia. Habita en selvas tropicales primarias y secundarias entre el nivel del mar y los 1000 metros de altitud. Es la especie tipo de Chlorosoma y hasta 2020 se incluía en el género Philodryas.
Su dorso es completamente verde y algunas de sus escamas tienen un borde crema pálido. Su vientre también es verde excepto la zona de la boca y garganta que es de color verde amarillento. Es una serpiente de cuerpo delgado que puede llegar a medir 1.5 metros de longitud. Tiene 19 filas de escamas dorsales en la mitad del cuerpo. Las escamas son lisas.
Es una serpiente diurna y arbórea. Se alimenta de pequeños vertebrados, los juveniles de esta especie de ranas y lagartos y los adultos de pequeños mamíferos. Es una especie ovípara. Es una serpiente opistoglifa (los dientes inyectores de veneno están en la parte posterior de la mandíbula) pero los niveles de toxicidad y envenenamiento que su mordedura causan no están claros. Parece causar en la mayoría de los casos efectos leves, pero se reportaron casos de envenenamientos más serios que pueden ser debidos a confusiones de esta especie con otras serpientes venenosas parecidas como Philodryas olfersii.